# 凱倫·珍·米奇
凱倫·珍·米奇（英語：Karen Jean Meech，1959年—）是美國夏威夷大學天文研究所（IfA）的行星天文學家
。

## 職業生涯
米奇專門研究行星天文學，尤其是遙遠彗星及其與早期太陽系的關係。她還是邁向行星系統（TOPS）高中教師/學生外聯計劃的創始人，該計劃旨在幫助太平洋島嶼的科學教師接受教育。她於1981年在萊斯大學獲得學士學位，1987年在麻省理工學院獲得行星科學博士學位，並在其職業生涯中獲得過多個獎項，包括1988年的安妮·坎農天文獎和1994年的哈羅德·C·尤里獎。
她曾是深度撞擊號任務的聯合研究員，目前是NASA發現任務EPOXI和星塵-NExT的聯合研究員。在所有這三個任務中，她都負責協調全球的地基和天基觀測項目。她是夏威夷大學NASA天體生物學研究所領導小組的首席科學家，該小組的研究重點是「水與宜居世界」。她是現任國際天文學聯合會第三分會（行星系統科學）主席。

## 榮譽
1981年，謝爾特·J·巴斯在賽丁泉天文台發現主帶外層小行星4367 Meech，並以她的名字命名。

## 發現的小行星
| (228229) 1998 MO17    | 1998年6月27日 | 列表     |
| (356386) 2010 OK49    | 2004年6月24日 | 列表     |
| (469361) 2001 HY65    | 2001年4月26日 | 列表 [A] |
| (551000) 2012 UQ169   | 2003年5月29日 | 列表 [A] |
| (553412) 2011 OR46    | 2003年5月29日 | 列表 [A] |
| (557417) 2014 UQ178   | 2003年5月30日 | 列表 [A] |
| (562541) 2016 AL56    | 2003年5月30日 | 列表 [A] |
| (565078) 2017 BR47    | 2003年5月31日 | 列表 [A] |
| (566268) 2017 RH61    | 2003年5月30日 | 列表 [A] |
| 共同發現：A 馬克·布伊 |               |          |

## 外部連結
- Karen Jean Meech homepage at Institute for Astronomy （页面存档备份，存于）
- Talk of Karen Jean Meech at the Origins 2011 congress